# 13859 Фредтрешр
13859 Фредтрешр (13859 Fredtreasure) — астероїд головного поясу, відкритий 13 грудня 1999 року.
Тіссеранів параметр щодо Юпітера — 3,257.